# Boo (Programmiersprache)
Boo ist eine seit 2003 von Rodrigo Barreto de Oliveira entwickelte Programmiersprache für die Microsoft CLR, die aber auch mit Mono verwendet werden kann. Die Syntax lehnt sich stark an die von Python an. Seit 2013 hat es keine neuen Versionen gegeben, das Projekt wird nicht mehr gepflegt.

## Spracheigenschaften
Boo ist statisch typisiert, wobei dem Programmierer die explizite Angabe von Typen von Variablen durch Typinferenz und generische Typen großteils erspart wird. Daneben wird auch das langsamere, von Ruby übernommene Duck-Typing, also dynamische Typisierung geboten. Dadurch ist sie auf der explizit für statisch typisierte Sprachen ausgelegten CLR recht schnell, ohne auf die Flexibilität einer Skriptsprache verzichten zu müssen.
Von Python erbt die Sprache Generatoren. Sie unterstützt relativ viele eingebaute Literale beispielsweise für Listen, Hashes und reguläre Ausdrücke. Hinzu kommen für eine OO-Sprache moderne, aus der Funktionalen Programmierung übernommene Features wie first-class-Funktionen und echte Closures. Was die Sprache von anderen Sprachen in der Java- und .NET-Welt unterscheidet, ist, dass sie syntaktische Makros bietet, die ähnlich bequem einzusetzen sind wie in Dylan.

## Lizenz
Boo ist freie Software mit eigener Lizenz, die der MIT- und der BSD-Lizenz stark ähnelt.

## Code-Beispiele

### Hallo-Welt-Programm
```
 
print
 
"Hallo Welt!"

```

### Funktionen
Funktion zum Generieren der Fibonacci-Zahlen:
```
def
 
fib
():

    
a
 
as
 
long
,
 
b
 
as
 
long
 
=
 
0
,
 
1

    
while
 
true
:

        
yield
 
b

        
a
,
 
b
 
=
 
b
,
 
a
 
+
 
b

```

### Windows-Forms
Einfaches Windows-Forms-Beispiel mit Klassen, Closures und Events:
```
import
 
System
.
Windows
.
Forms

import
 
System
.
Drawing

class
 
MyForm
(
Form
):

    
def
 
constructor
():

        
b
 
=
 
Button
(
Text
:
 
"Click Me"
)

        
b
.
Location
 
=
 
Point
(
100
,
 
50
)

        
b
.
Click
 
+=
 
do
():

            
MessageBox
.
Show
(
"you clicked the button!"
)

        
self
.
Controls
.
Add
(
b
)

f
 
=
 
MyForm
()

Application
.
Run
(
f
)

```